# Municipio de Indiantown
El municipio de Indiantown (en inglés: Indiantown Township) es un municipio ubicado en el condado de Bureau en el estado estadounidense de Illinois. En el año 2010 tenía una población de 711 habitantes y una densidad poblacional de 7,54 personas por km².

## Geografía
El municipio de Indiantown se encuentra ubicado en las coordenadas 41°16′35″N 89°34′22″O / 41.27639, -89.57278. Según la Oficina del Censo de los Estados Unidos, el municipio tiene una superficie total de 94.3 km², de la cual 94,09 km² corresponden a tierra firme y (0,22 %) 0,21 km² es agua.

## Demografía
Según el censo de 2010, había 711 personas residiendo en el municipio de Indiantown. La densidad de población era de 7,54 hab./km². De los 711 habitantes, el municipio de Indiantown estaba compuesto por el 96,91 % blancos, el 0,14 % eran afroamericanos, el 0,7 % eran amerindios, el 0,14 % eran asiáticos, el 1,27 % eran de otras razas y el 0,84 % eran de una mezcla de razas. Del total de la población el 1,69 % eran hispanos o latinos de cualquier raza.